# Долина Озёр
Доли́на Озёр (монг. Нууруудын хөндий) — межгорное понижение на юго-западе Монголии, разделяющее горы Хангая и Гобийского Алтая.
Протяжённость впадины составляет 500 км, ширина — до 100 км, высоты — от 1000 до 1400 м. В рельефе преобладают песчаные и каменистые равнины. В котловинах расположено несколько озёр (крупнейшие Бооне-Цагаан-Нуур и Орог-Нуур), солончаки и такыры. На последних встречаются подвижные пески — барханы. По границе с Гобийским Алтаем проходит высокосейсмичная зона, где в 1957 году случилось 12-балльное землетрясение.
Район был впервые исследован русским путешественником Николаем Пржевальским.